# John Thomas Draper
John Thomas Draper (1943) és un furoner més conegut pel sobrenom de Capità Crunch o Crunchman. És programador i una figura emblemàtica dins del món de la programació d'ordinadors.
Draper era el fill d'un enginyer de les Forces Aèries dels Estats Units. Ell mateix va entrar a la mateixa divisió que el seu pare l'any 1964 i va ser enviat a Alaska. Allí, va ajudar els militars a fer una sèrie de trucades telefòniques a casa totalment gratuïtes mitjançant una centraleta telefònica local. L'any 1968 va ser llicenciat de l'exèrcit de les Forces Aèries amb honors i es va dedicar a treballar per l'estament militar amb diverses encàrrecs per la zona de San Francisco.
Va descobrir la manera d'assumir el paper d'operador telefònic per mitjà d'un xiulet, que es regalava en una caixa de cereals, el qual emetia a una freqüència a 2.600 Hz i fer trucades gratuïtes.
Un article publicat l'any 1971 per la revista Esquire parlava sobre el phreaking (terme encunyat en la subcultura informàtica per denominar l'activitat d'aquells individus que orienten els seus estudis i oci cap a l'aprenentatge i comprensió del funcionament de telèfons de diversa índole) i que el van posar en seriosos problemes, ja que era un delicte. John Draper va ser arrestat per frau telefònic el 1972. Fou declarat culpable i condemnat a cinc anys de presó després dels quals va ser posat en llibertat condicional amb la condició de no tornar a furonejar cap terminal telefònic.
Paral·lelament, l'article va cridar l'atenció d'un jove Steve Wozniak que va localitzar Draper, que en aquell moment feia d'enginyer a la KKUP, una ràdio local situada molt a prop del futur campus Apple. A mitjans dels anys 1970 va mostrar a Wozniak i Steve Jobs les seves habilitats a l'hora de «phreakejar» els telèfons. Draper va treballar per a la companyia Apple durant un breu espai de temps durant el qual va crear un tauler d'interfície telefònic per l'Apple II tot i que aquest no va ser comercialitzat, ja que, segons Wozniak, ell era l'únic de la companyia que li agradava el seu treball i no era reticent a l'historial delictiu pel frau telefònic. Després d'això, va venir un període fosc en la vida de John Draper. Sense casa, sense treball i completament arruïnat va viure una bona temporada en un autobús amb el seu amic Dave Bengel i va desaparèixer pel sud-est asiàtic, possiblement a Corea. Afortunadament, va trobar treball en la companyia En2go, en la qual ha treballat de 2005 a 2010 i va aconseguir refer la seva vida. Va treballar com a Cap d'Oficials Tècnics pel desenvolupament de lliurament dels mitjans de comunicació, repartint música, vídeo i altres continguts digitals.

## Un problema mèdic, resolt per la comunitat furonera
John Draper va desenvolupar una malaltia anomenada síndrome del nervi atrapat, que consisteix en la pressió d'un nervi bloquejat. Podia perdre la mobilitat dels braços i també de les mans. Com que no tenia diners per pagar l'operació va sorgir una iniciativa per recaptar fons. Sanjiv Bhattacharya i Media Candy per mitjà de la pagina web savingcaptaincrunch.com Arxivat 2011-02-21 a Wayback Machine. van crear un espai per fer donacions. La comunitat furonera es va bolcar i van reunir els 10.000 dòlars que faltaven per a pagar l'operació que es va dur a terme el 21 de desembre de 2010. Als 67 anys encara treballava com a consultor extern en matèria de seguretat.

## El to de 2600 Hz
Entre els senyals que intercanvien les centrals que utilitzaven el sistema de senyalització CCITT (Consultative Committee for International Telegraphy and Telephony), una de les més importants era el to dels 2600 Hz. Era important perquè posava a totes les centrals a escoltar comandos, l'anomenat «To de tall». Basat en aquest nom va començar a publicar-se una revista de furoners i també van començar reunions temàtica batejades com les reunions 2600.
El cas és que en trucar a un número telefònic local s'obre un circuit entre ambdós nodes si durant aquesta trucada es llança un to de 2600 Hz la central de destinació de la trucada pensa que la trucada de l'altre costat ha acabat i salta (desconnecta l'altre extrem, quedant a l'espera de comandos). Llavors el que es feia era encaminar una trucada de llarga distància que no obstant això era facturada per la central com a trucada local.
Si la trucada local es canvia per una trucada a un nombre gratuït, per a la companyia telefònica, s'estava realitzant una comunicació amb un nombre gratuït, encara que per a la central de destí la trucada havia acabat, però el phreaker seguia dins, amb la central sota el seu control, amb el qual podia seguir fent altres trucades mentre que tot el sistema «pensava» que trucava al número gratuït.
John Draper va adoptar el fenomen de la contracultura de l'època i es va dedicar a operar amb una ràdio pirata al volant d'una furgoneta Volkswagen al més pur estil hippie. El seu gran descobriment que el va elevar a l'Olimp dels furoners va ser el de poder fer trucades telefòniques gratuïtes.
Mentrestant John Draper anava amunt i avall amb el seu microbús per provar el transmissor de la ràdio pirata es va dedicar a difondre un número de telèfon als oients que tenia amb la particularitat de regeneració per a poder calibrar la recepció de la seva estació de treball. Una trucada d'una persona que es va identificar com a “Denny” (identificat al canal Discovery Channel en un documental sobre furoners com Denny Teresi). Eren un grup de gent cega i volien que Draper els construís un generador de tons multi freqüència (la caixa blava) per facilitar l'accés al sistema AT&T que era controlat per tons. D'aquesta forma ells no haurien de fer servir un orgue i una gravadora de tons per poder realitzar trucades gratuïtes. Un d'aquests nois, conegut com a Josef Engressia tenia una manera de xiular molt concreta i ho feia a 2600 Hz, freqüència exacte de les trucades telefòniques.
Es van assabentar que hi havia una joguina que permetia fer el xiulet a la freqüència precisa de 2600 Hz,obsequiat amb les caixes de cereals de Capità Crunch; la mateixa freqüència que es feia servir a les línies llargues de la AT&T per indicar que la línia estava disponible per a fer una nova trucada. Això enganyava la màquina i permetia a l'usuari trucar de franc en mode operador. John Draper va experimentar amb aquesta joguina i va dissenyar les caixes blaves; aparells electrònics capaces de reproduir altres tons que fessin servir la companyia de telèfons.
El mateix Wozniak va arribar fins i tot a trucar al Vaticà imitant la veu de Henry Kissinger, en aquells temps Secretari d'Estat de Richard Nixon, sol·licitant parlar amb el Papa. No ho va aconseguir perquè el Papa estava dormint: coses de les franges horàries i els funcionaris del Vaticà.
Aquesta mena de punts febles que Draper i companyia havien descobert estava limitada pels interruptors d'encaminament de la trucada que feien servir en una mateixa banda dades i control de la informació. La companyia telefònica amb el temps es va adonar que milers d'usuaris no pagaven les trucades al posar-se en mode operador i van desenvolupar nous equips on veu i senyals anaven per separat. Ja no podien fer servir els xiulets del Capità Crunch i aquests es van convertir en objectes de col·leccionista.